# Karos (rijtuig)

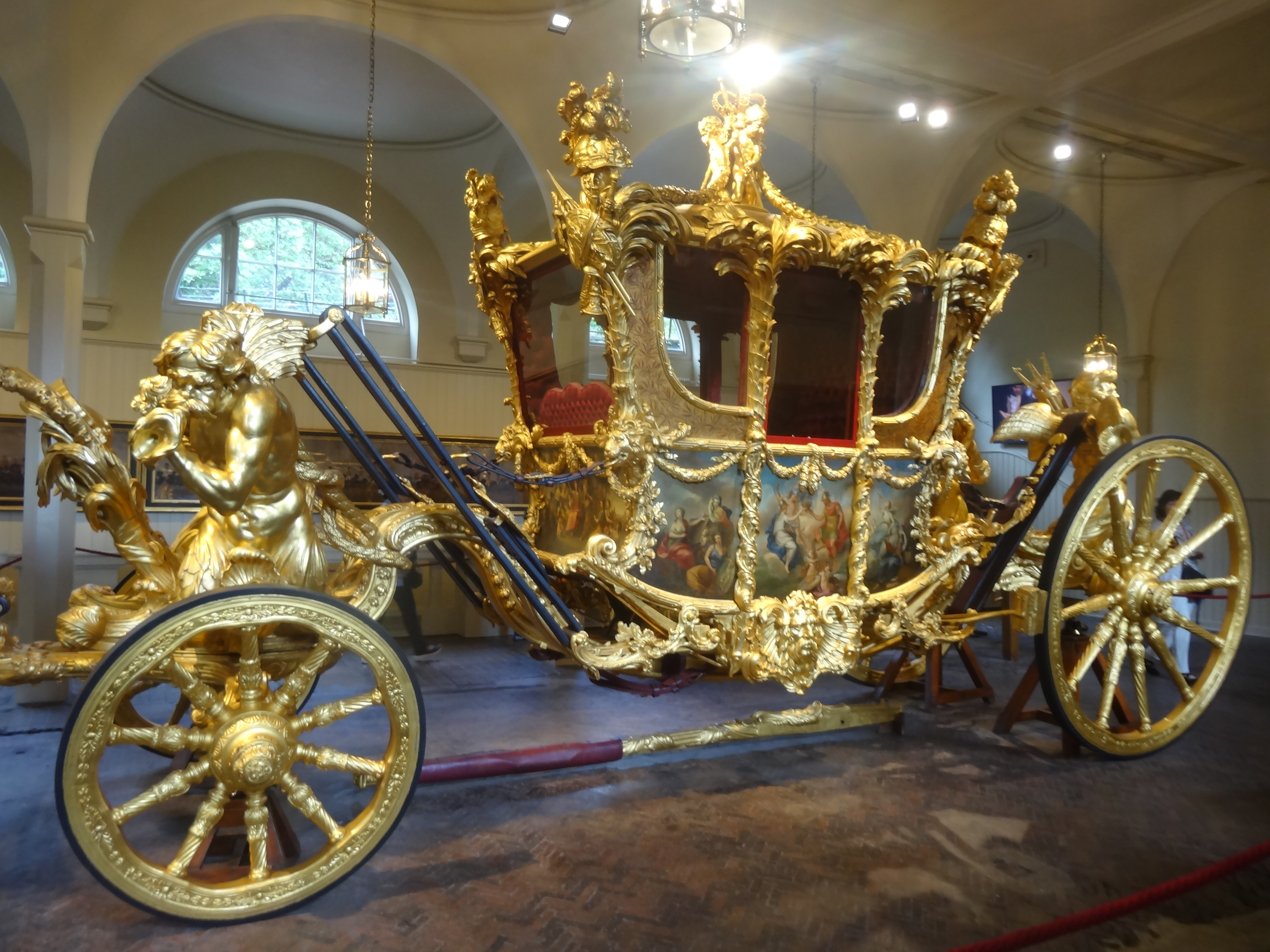
De Gold State Coach is een voorbeeld van een karos. Duidelijk zichtbaar zijn de leren riemen waarmee het koetswerk is opgehangen.

Een karos (ontleend aan het Frans carrosse-coupé) is een vroeg type koets, waarvan het koetswerk een geheel gesloten kast vormt, in tegenstelling tot de oorspronkelijke koets, die aan de bovenkant open is. In het bijzonder wordt het woord karos gebruikt voor koetsen waarvan het koetswerk door leren riemen aan de assen was opgehangen, waardoor een comfortabeler reis mogelijk werd. Brak echter zo'n leren riem door het gehobbel en gestoot op de nog onverharde wegen, dan kon de kast gevaarlijk kantelen. Daarom stapten koetsenbouwers later over op het gebruik van bladvering.
De karos is nog steeds bekend als prestigieus vervoermiddel van vorstenhuizen. De karos werd meestal getrokken door een span paarden, een vierspan of een zesspan. Soms werden deze bestuurd door bereden voerlui als koetsiers.

## Afbeeldingen

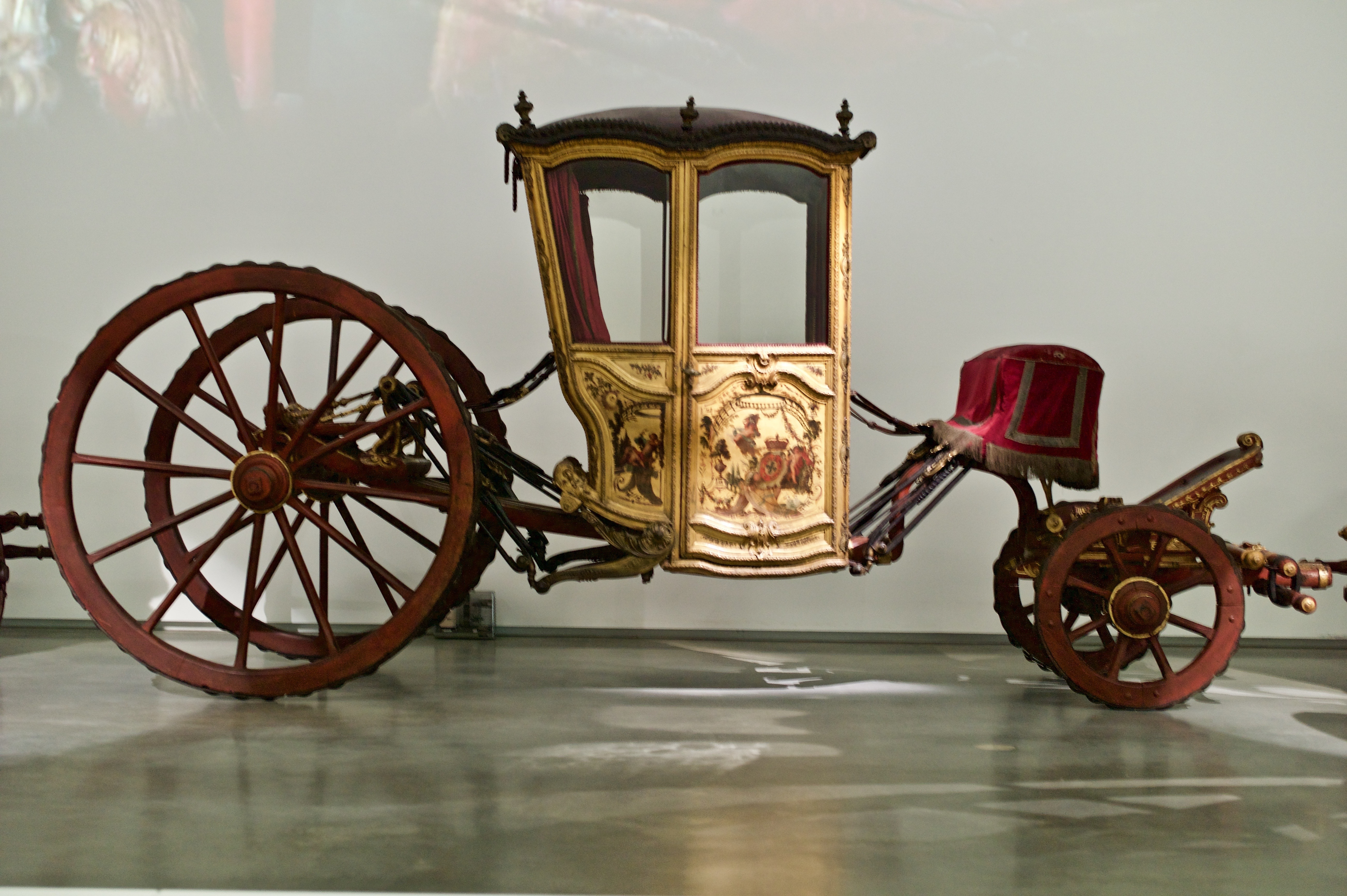
Portugese statiekaros
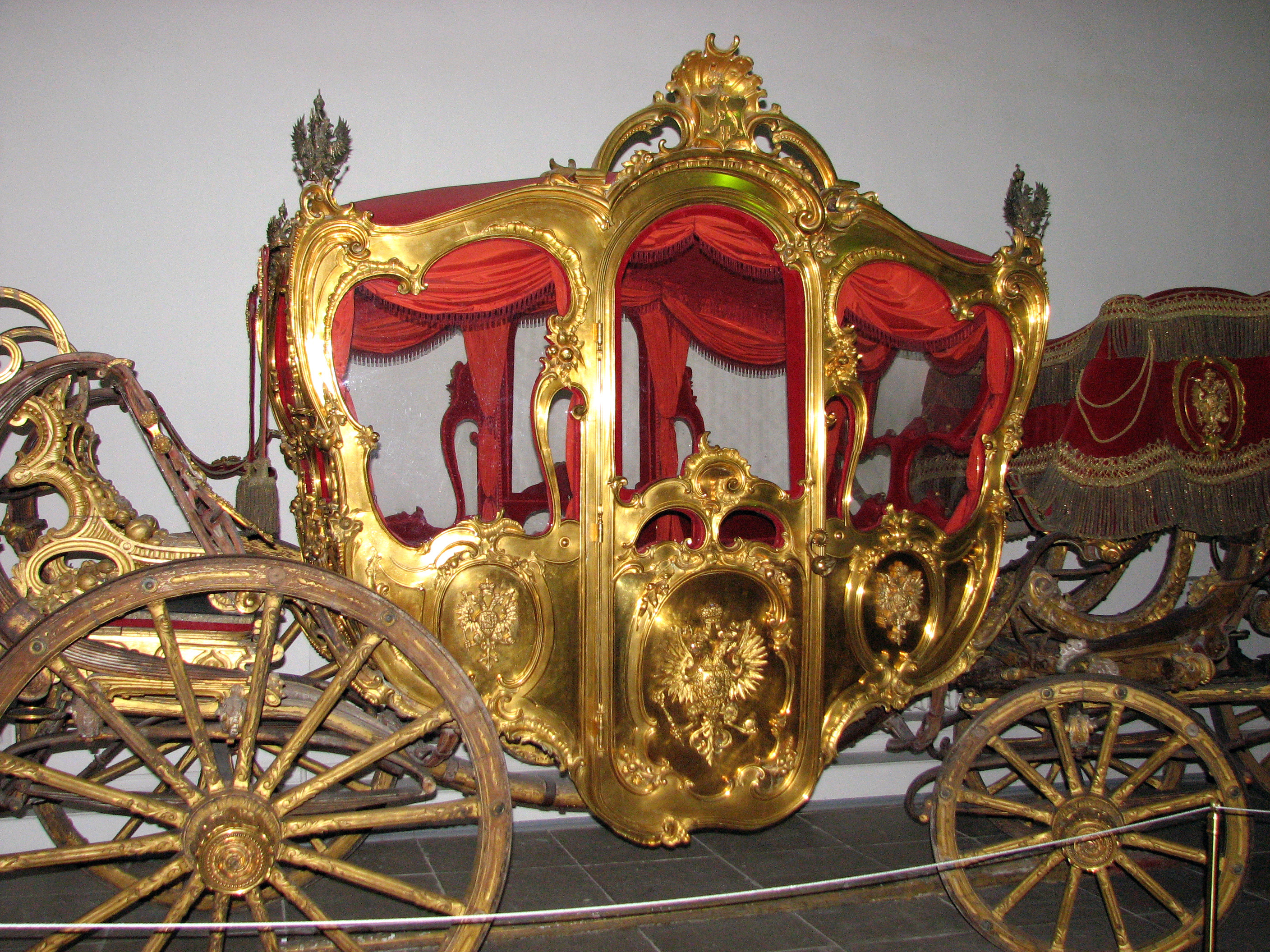
Russische statiekaros
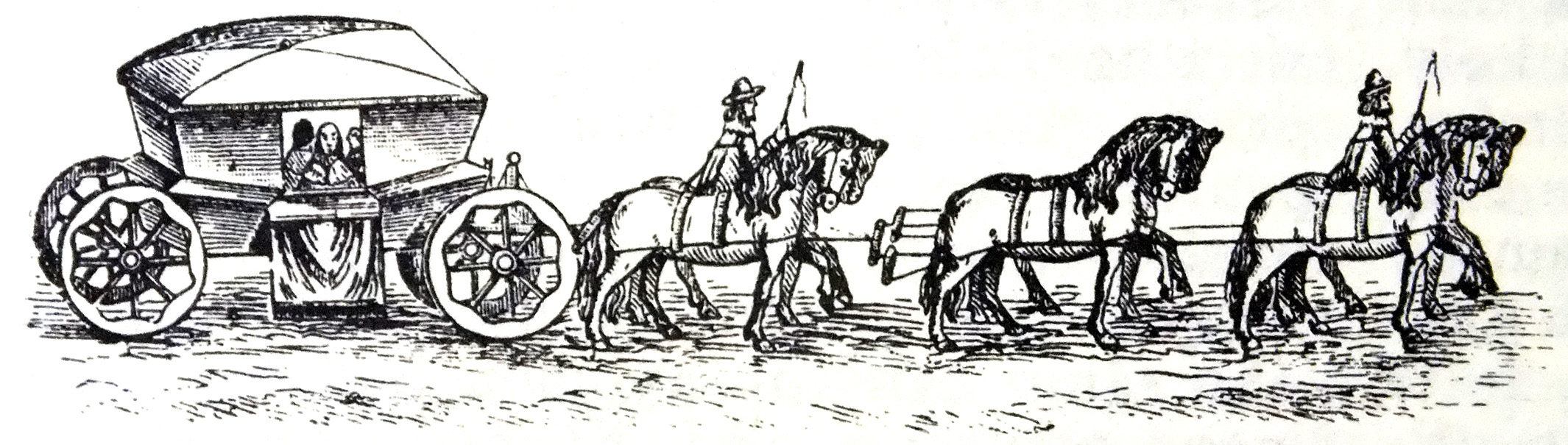
17e-eeuwse bereden aanspanning